# ニナ・ジジッチ
ニナ・ジジッチ（セルビア語:Нина Жижић / Nina Žižić）は、モンテネグロの歌手である。モンテネグロ大学で英語および文学を学ぶ。2004年にイェレナ・カジェネグラ（Jelena Kažanegra）、ミレナ・ヴチッチとともにユニット・ネグレを結成し、ユーロビジョン・ソング・コンテスト2004のセルビア・モンテネグロ代表選考に参加して3位に入賞した。2006年よりユニットを解消してソロ歌手として活動する。
ユーロビジョン・ソング・コンテスト2013のモンテネグロ代表に内定していたフー・シーが、ジジッチに同大会での客演を持ちかけたことにより、フー・シーとともにモンテネグロ代表として2013年5月にスウェーデンのマルメで開催されるユーロビジョン・ソング・コンテスト2013に参加することとなった。
ユーロビジョン・ソング・コンテスト2025のモンテネグロ代表予選の『Montesong 2024』では2位を獲得したが、1位のNeonoeNは参加曲の問題により、12月に出場を辞退したため、ジジッチはその後代表に選ばれた。これにより、2025年5月にスイスのバーゼルで開催されるユーロビジョン・ソング・コンテスト2025に参加することとなった。